# Hoholka lední
Hoholka lední (Clangula hyemalis) je malý druh severské kachny z řádu vrubozobí. Jedná se o jediného zástupce monotypického rodu Clangula.

## Popis
Na rozdíl od většiny ostatních druhů ptáků mění hoholka většinu opeření třikrát do roka, takže u ní existují minimálně tři různé typy opeření (šaty). Dorůstá délky 39–47 cm (bez prodloužených středních ocasních per u samců, která mohou být dlouhá až 15 cm) a rozpětí křídel 65–82 cm. Hlava je kulatá, zobák krátký a silný. Křídla jsou vždy celá tmavá. 
Systém přepeřování je u těchto kachen dosti složitý. Dospělý samec je na přelomu jara a léta hnědočerný, má šedobílé boky, bílý konec těla a bílou skvrnu po stranách hlavy. Lopatky má černé s rezavožlutými lemy. Zobák má příčný růžový proužek. Po letním pelichání na konci hnízdění je peří na lopatkách kratší a matnější a často mizí růžový proužek ze zobáku. Na podzim je samec bělejší, většina peří na lopatkách, krku a hlavě je bílá, avšak po stranách spodní části hlavy a na vrchní části krku jsou tmavé skvrny. Na zobáku se znovu objeví růžový proužek. Po konci října ztmavne samci čelo a tváře do šedohnědé. Samice jsou v létě podobné samcům, ale nemají prodloužená ocasní pera a mají světlý límec kolem krku. V zimě má samice hlavu a krk bílé s tmavým temenem a skvrnou na tvářích. Peří na lopatkách je výrazněji rezavobéžově lemované než v létě. Juvenilní jedinci jsou podobní samicím, ale skvrny na hlavě nemají tak kontrastní.
Samci se ozývají typickým nosovým jódlováním. Během tahu často vydávají hoholky hluboké nosové „gak“.

## Rozšíření a výskyt
Hoholka lední je rozšířena v severních oblastech Evropy, Asie a Severní Ameriky. Hnízdí v cirkumpolárních pobřežních oblastech Arktidy na jezírkách a v mokřadech, ale také na mořském pobřeží a velkých horských jezerech. Podzimní tah začíná začátkem září, jarní tah zpátky do hnízdišť začátkem května. Zimoviště jsou v pobřežních oblastech oceánu a velkých jezer se subpolárním nebo mírným podnebím, zimuje často ve velkých hejnech. Nejvýznamnějším zimovištěm je Baltské moře. V ČR pravidelně protahuje a zimuje, avšak jen v malém počtu.

## Potrava
Je to potápivá kachna a kořist loví i poměrně daleko od pobřeží. Živí se měkkýši, korýši, malými rybkami, rybími jikrami, červy a vodním hmyzem, ale i rostlinným materiálem jako jsou řasy, nebo tráva, semena a plody rostoucí v tundře. Dospělci však dávají přednost mořským živočichům. Při potápění za potravou obvykle jsou pod vodou 25–60 sekund a jsou schopny se ponořit do hloubky až 60 metrů, ačkoli byly hlášeny i údaje o ještě větších hloubkách. Jsou to jediné kachny, které při potápění „plavou“ pod vodou pomocí svých křídel. Ihned po vynoření jsou schopny vzlétnout, aniž by se rozbíhaly po hladině.

## Rozmnožování
Hoholky lední se mohou pářit už ve dvou letech života. Mají složité námluvy, během nichž se samec přiblíží k samici, ukloní se, poté stáhne hlavu dozadu a zvedne zobák. Během toho vydává samec série volání, které mohou přilákat další samce a dochází mezi nimi k potyčkám o samici. Samice odpovídají na samčí volání a drží hlavu blízko u těla, aby naznačily, že jsou svolné k páření. Samice poté odvede samce na místo páření, které je obvykle v blízkosti vodní plochy. Samice staví hnízdo na zemi, skryté mezi kameny nebo vegetací. Snáší asi 4–8 vajec, byly zaznamenány i snůšky až se 17 vejci, ale pravděpodobně se jednalo o důsledek hnízdního parazitismu. V případě neúspěšného hnízdění může samice naklást další snůšku. Samec zprvu pomáhá chránit hnízdo, ale mezi koncem června a začátkem září místo opouští, aby mohl přepeřovat. Inkubační doba je 24–30 dnů. Po vylíhnutí mláďat s nimi samice zůstává a brání je před predátory, jako jsou racci, chaluhy nebo polární lišky. Později se mláďata shromažďují na vodních plochách, kde jsou často hlídána staršími samicemi.

## Galerie

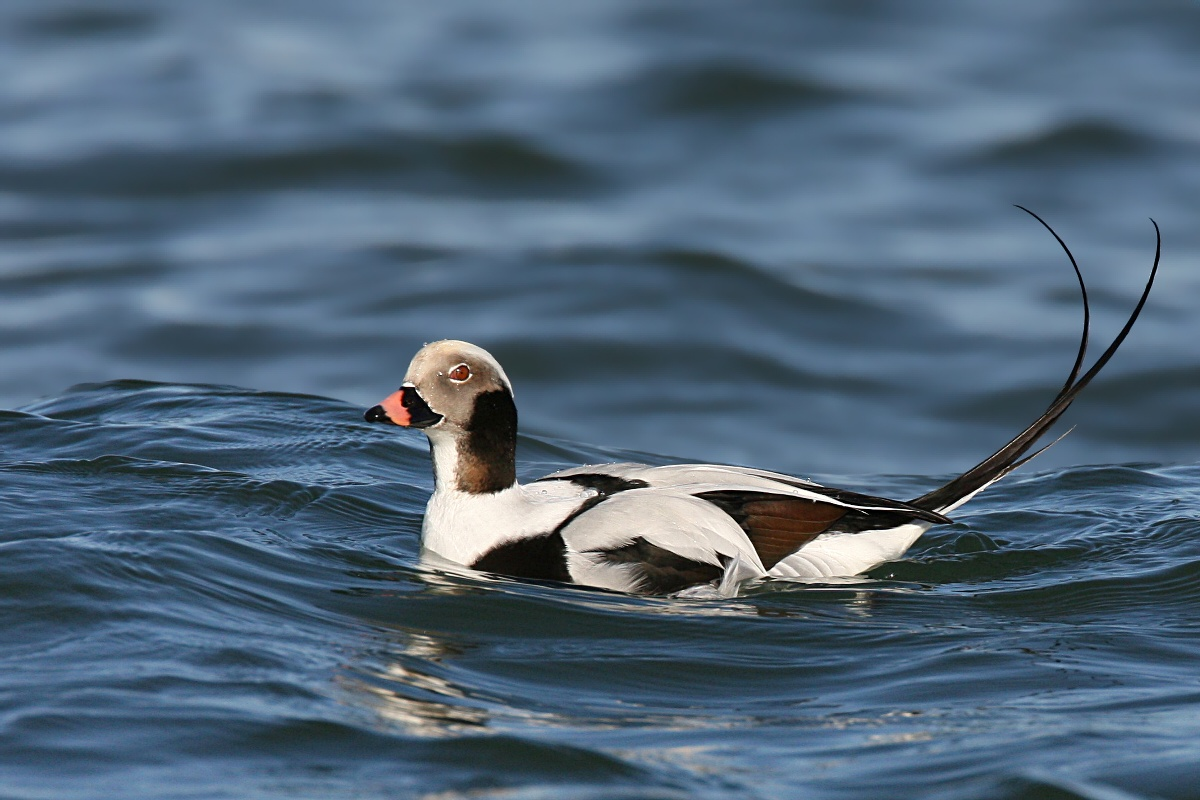
zimní šat samce (konec října až konec dubna)
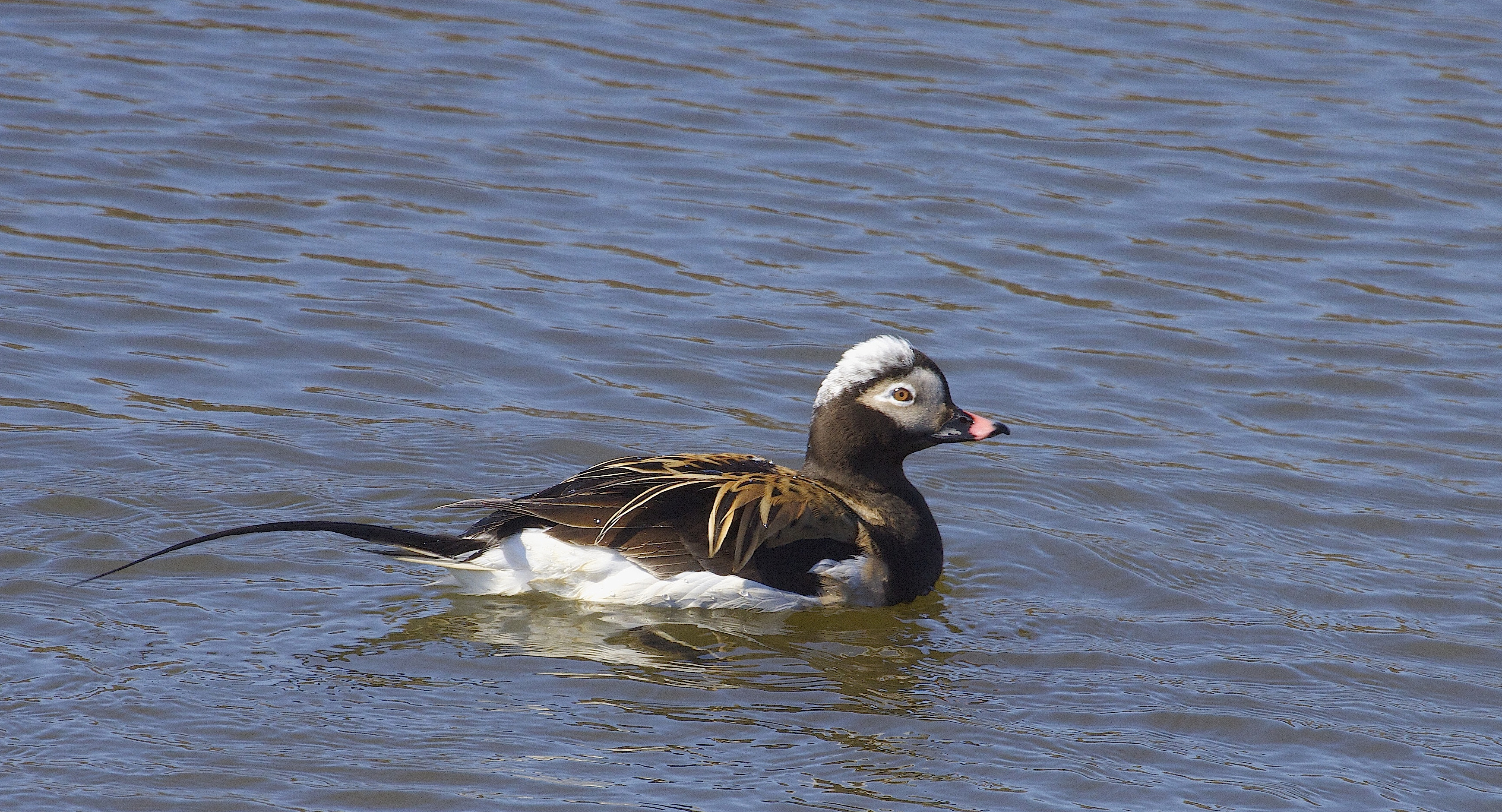
letní šat samce (konec dubna až konec srpna)
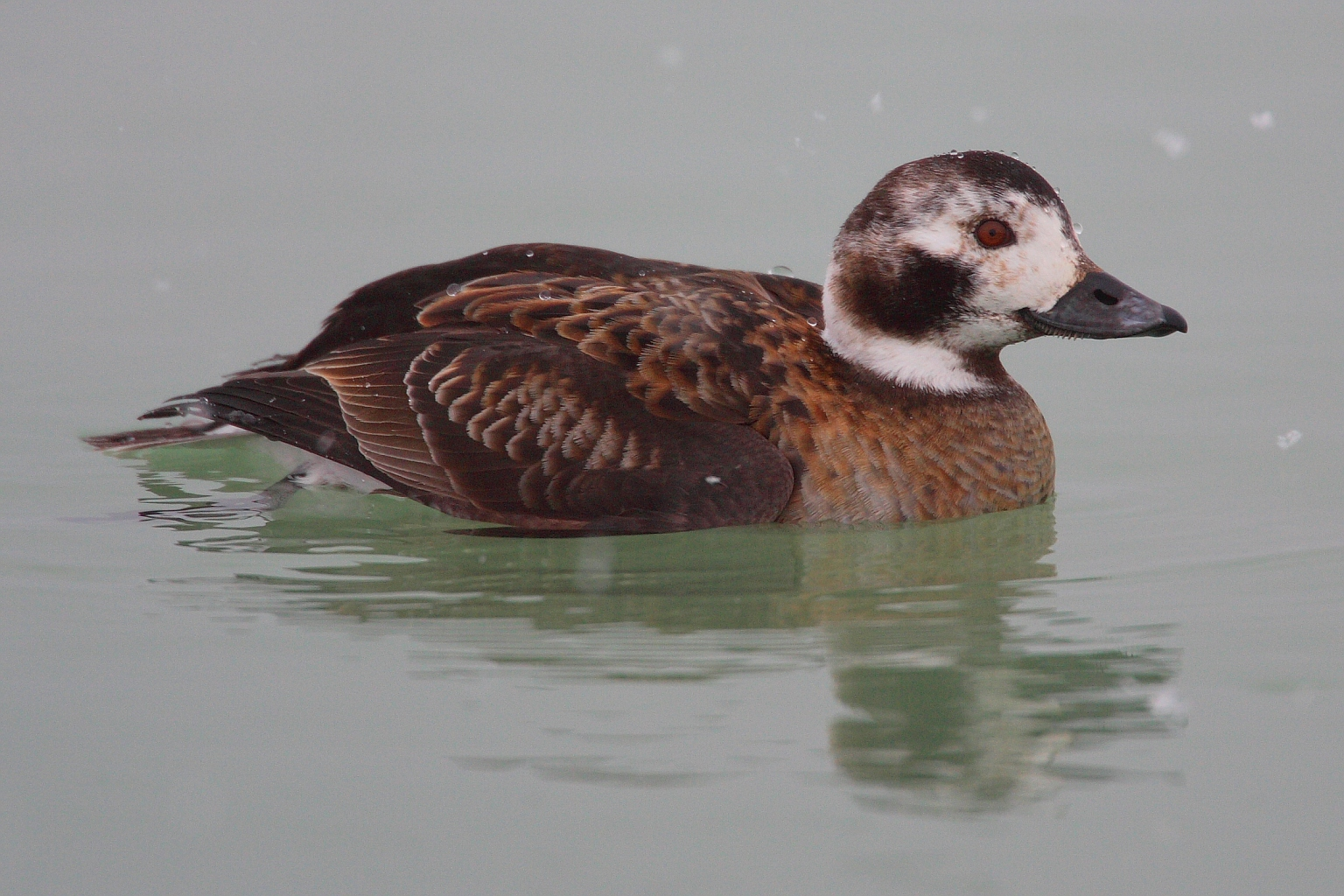
zimní šat samice
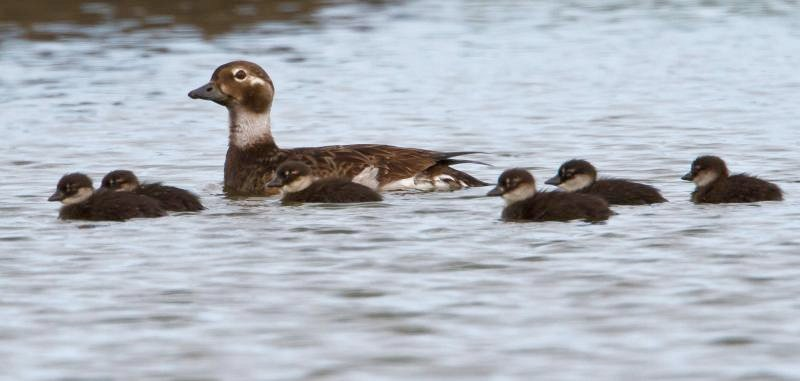
Samice v letním šatě s mláďaty
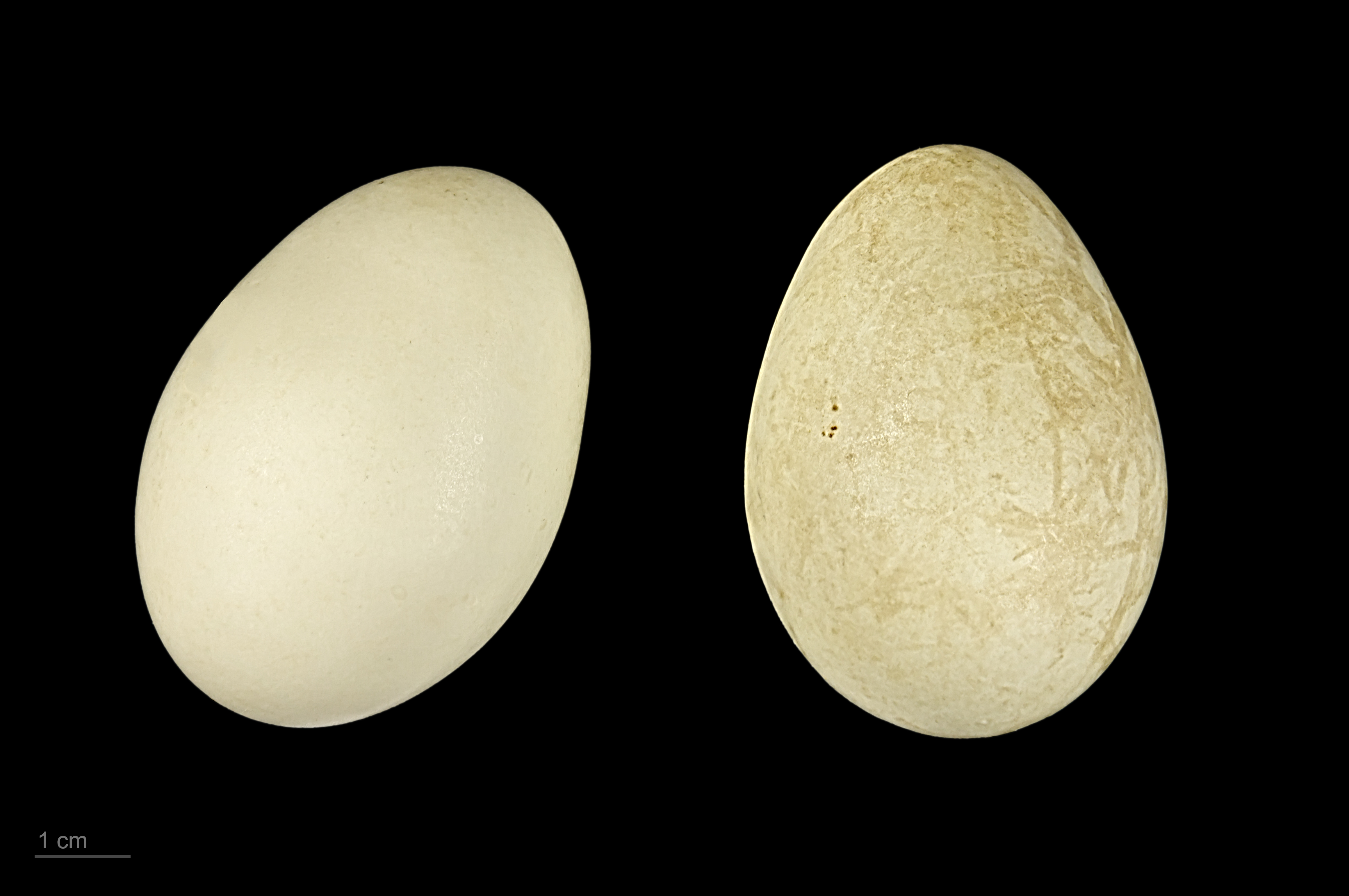
hoholčí vejce
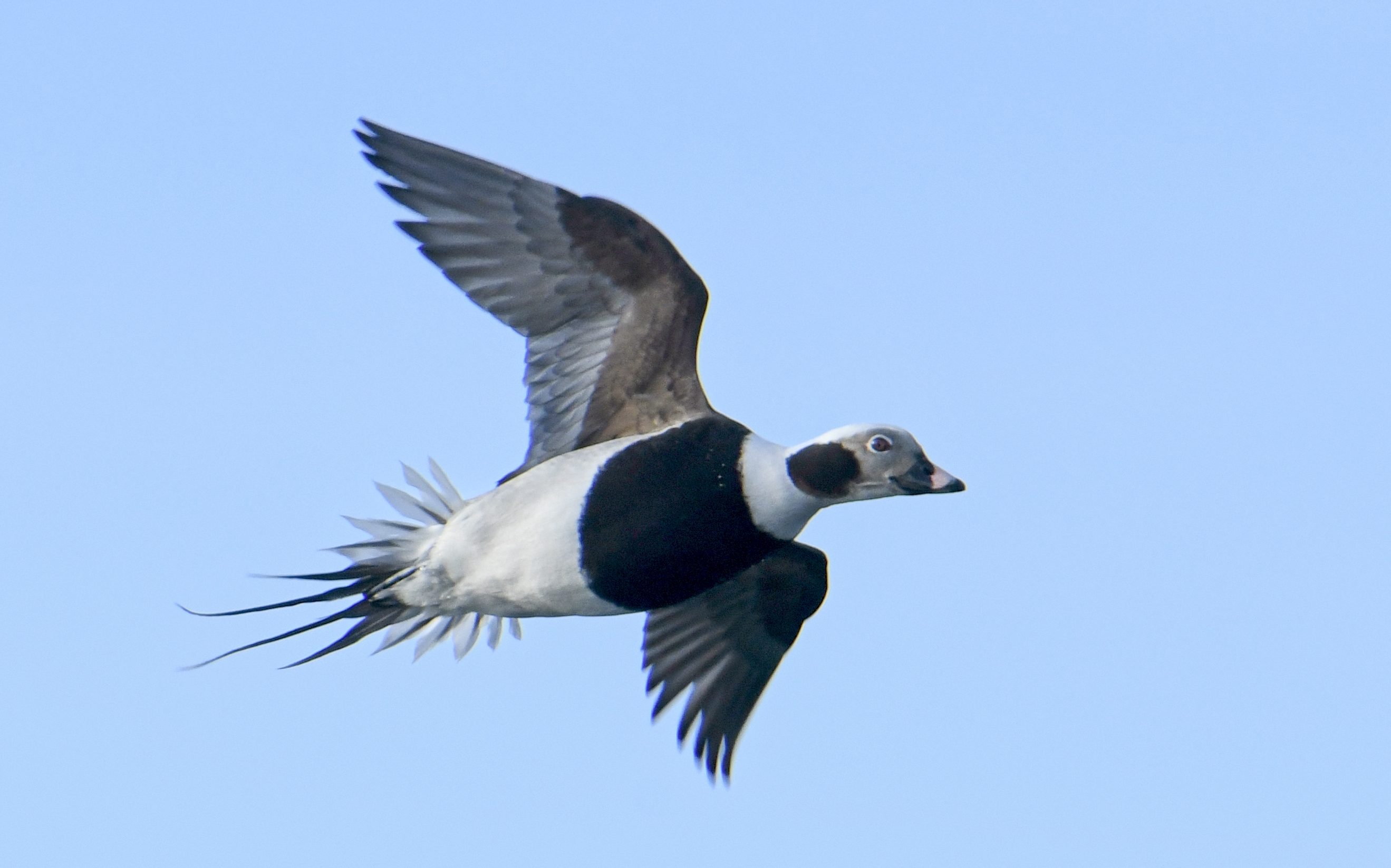
samec v letu